# León Vicente Gascón
León Vicente Gascón (Orrios, Teruel, 1896 - Buenos Aires, 1962) fue un guitarrista y compositor español del siglo XX.
Estudió música en varias ciudades españolas, y siendo muy joven se trasladó a Argentina, estableciéndose en Buenos Aires. Allí fue discípulo primero del profesor Tarantino, después de A. Sinopoli y más tarde fue maestro de grandes ejecutantes, tales como María Luisa Anido. En Buenos Aires fundó una academia que llevaba su nombre dedicada a la enseñanza de la guitarra.
Es autor de numerosas transcripciones para guitarra de los clásicos, especialmente Beethoven y Schumann y entre sus propias composiciones figura una Sonatina op. 8 en cuatro movimientos, la habanera Flor cubana, la danza argentina Gato, En la aldea están de fiesta, y varios minuetos.